# Rock Me Amadeus
Rock Me Amadeus је песма аустријског поп музичара Фалка са његовог албума Falco 3. Била је на врху топ листе синглова са обе стране Атлантика. То је био једини Фалков хит број један и у Сједињеним Државама и Великој Британији. Песму је написао Фалко и холандски музичари Роб Боланд и Ферди Боланд.
Са овом песмом, Фалко је постао први уметник немачког говорног подручја а да је број 1 на свим редовним америчким листама синглова. Био је хит број један на Билборд хот 100 29. марта 1986. Фалко се често сматрао као грешка у смислу да је песма случајно хит чудо и једнократно, поготово јер није из САД. Међутим, имао је већ успеха 1982. са песмом Der Kommissar и са Vienna Calling, који је достигао број 18 на хот 100.
У Великој Британији, Rock Me Amadeus је хит број један дана 10. маја 1986. У Канади, достиже такође број један у фебруару 1986.
Песма је мешавина рок, реп и денс музике. Више пута је обрађивана и у више верзија, али и била је тема пародија. Фалкова инспирација за песму је био филм Милоша Формана Амадеус (снимљен 1984).